# ジェフ・アレン
ジェフ・アレン（Jeff Allen 1990年1月8日- ）はイリノイ州シカゴ出身のアメリカンフットボール選手。現在NFLのカンザスシティ・チーフスに所属している。ポジションはガード。

## 経歴
イリノイ大学では1年次の4試合目より先発の座を獲得、47試合連続で先発出場を果たした。
2008年、シーズン最後の9試合で右タックルとして先発、スポーティングニュースからフレッシュマンオールアメリカンのセカンドチームに選ばれた。この年チームはトータルオフェンスで全米2位の438.8ヤードを獲得した。2009年、全12試合に先発出場した。2010年、全13試合にh左タックルとして先発出場、ビッグ・テン・カンファレンスのセカンドチームに選ばれた。2011年、全13試合に左タックルで先発出場、カンファレンスのセカンドチームに選ばれた。チームメートのゼイビア・フルトン、ジョン・アサモアもNFL入りしている。
2012年のNFLドラフトを前にスポーツ・イラストレイテッドからは、その年のガードで6番に評価された。ドラフトでは2巡全体44位でカンザスシティ・チーフスに指名された。この年全16試合に出場し、第4週のサンディエゴ・チャージャーズ戦から左ガードとして先発した。11月1日のチャージャーズ戦では前半に頭部を負傷し、退場した。
2013年は、ジョフ・シュウォルツ、ジョン・アサモアとポジション争いをする。